# Lophodermium puerense
Lophodermium puerense är en svampart som beskrevs av C.L. Hou & M. Piepenbr. 2009. Lophodermium puerense ingår i släktet Lophodermium och familjen Rhytismataceae.   Inga underarter finns listade i Catalogue of Life.